# Protium altsonii
Protium altsonii là một loài thực vật có hoa trong họ Burseraceae. Loài này được Sandwith miêu tả khoa học đầu tiên năm 1928.